# Cărbunești (gmina)
Cărbunești – gmina w Rumunii, w okręgu Prahova. Obejmuje miejscowości Cărbunești i Gogeasca. W 2011 roku liczyła 1642 mieszkańców.